# Dolina Łupawy
Dolina Łupawy (kod PLH220036) – specjalny obszar ochrony siedlisk sieci Natura 2000, zlokalizowany na terenie województwa pomorskiego. Obszar obejmuje powierzchnię 5508,63 ha. Teren składający wyznaczony został w celu długotrwałego zabezpieczenia naturalnych siedlisk życia, populacji zagrożonych wymarciem gatunków zwierząt (z wyłączeniem ptaków) takich jak: bóbr europejski (Castor fiber osiadła), koza zwyczajna (Cobitis taenia), minóg rzeczny (Lampetra fluviatilis), minóg strumieniowy (Lampetra planeri ), traszka grzebieniasta (Triturus cristatus (Triturus cristatus cristatus)), wydra (Lutra lutra) oraz łosoś atlantycki (Salmo salar).

## Siedliska pod ochroną(zkodem siedlisk)
- 3140 twardowodne oligo- i mezotroficzne zbiorniki z podwodnymi łąkami ramienic (Charcteria spp.)
- 3150 starorzecza i naturalne eutroficzne zbiorniki wodne ze zbiorowiskami z Nympheion, Potamion;
- 3260 nizinne i podgórskie rzeki ze zbiorowiskami włosieniczników (Ranunculion fluitantis)
- 3270 zalewane muliste brzegi rzek z roślinnością Chenopodion rubri p.p. i Bidention p.p.
- 6410 zmiennowilgotne łąki trzęślicowe (Molinion)
- 6430  ziołorośla górskie (Adenostylion alliariae) i ziołorośla nadrzeczne (Convolvuletalia sepium)
- 6510 niżowe i górskie świeże łąki użytkowane ekstensywnie (Arrhenatherion elatioris),
- 6520 górskie łąki konietlicowe użytkowane ekstensywnie (Polygono-Trisetion),
- 7140 torfowiska przejściowe i trzęsawiska (przeważnie z roślinnością z Scheuchzerio-Caricetea),
- 7150 obniżenia na podłożu torfowym z roślinnością ze związku Rhynchosporion,
- 7220 źródliska wapienne ze zbiorowiskami Cratoneurion commutati
- 7230 górskie i nizinne torfowiska zasadowe o charakterze młak, turzycowisk i mechowisk,
- 9110 kwaśne buczyny (Luzulo-Fagetum)
- 9130 żyzne buczyny (Dentario glandulosae Fagenion, Galio odorati-Fagenion)
- 9160 grąd subatlantycki (Stellario-Carpinetum)
- 9190 kwaśne dąbrowy (Quercion robori-petraeae)
- 91D0 bory i lasy bagienne (Vaccinio uliginosi Betuletum pubescentis, Vaccinio uliginosi Pinetum, Pino mugo-Sphagnetum, Sphagno girgensohnii-Piceetum) i brzozowo-sosnowe bagienne lasy borealne
- 91E0 łęgi wierzbowe, topolowe, olszowe i jesionowe (Salicetum albo-fragilis, Populetum albae,Alnenion glutinoso-incanae) i olsy źródliskowe,
- 91F0 łęgowe lasy dębowo-wiązowo-jesionowe (Ficario-Ulmetum),